# 阿尔诺什特·卢斯蒂格
阿尔诺什特·卢斯蒂格（捷克語：Arnošt Lustig，捷克語發音：[ˈarnoʃt ˈlustɪk]，1926年12月21日—2011年2月26日），捷克犹太作家，写有多部长篇小说、短篇小说、戏剧和电影剧本，其作品往往涉及犹太人大屠杀。

## 生平
卢斯蒂格生于布拉格，上完中学后，于1941年因为犹太血统被开除，被拘禁在不同的集中营 ，1945年成功逃脱。大屠杀中他失去了母亲和妹妹，极大地影响了他的创作。战后就读于布拉格查理大学，后去以色列。回国后，他曾在捷克斯洛伐克电台、捷克斯洛伐克电视台任职。华沙条约组织的军队入侵捷克斯洛伐克后，在1968年8月他离开了这个国家。他首先去南斯拉夫，供职于萨格勒布电影制片厂。1973年至2003年，阿尔诺什特·卢斯蒂格任数所美国大学教授。2003年，阿尔诺什特·卢斯蒂格退休后回到布拉格。
2011年于布拉格去世。

## 榮譽
2008年，阿尔诺什特·卢斯蒂格获卡夫卡奖。

## 作品
主要作品有《卡捷琳娜·霍洛维佐娃的祈祷》（出版于1974年，同年获国家图书奖提名）、《迪塔·萨克索娃》（1962）、《夜与希望》（1957），以及《迷人的绿眼睛》（2004）。